# Luís Filipe Rocha
Luís Filipe Rocha (Lisboa, 16 de novembre de 1947) és un director de cinema, guionista i actor portuguès.
Alumne del Colégio Militar entre 1958 i 1964, té una llicenciatura en Dret per la  Facultat de Dret de la Universitat de Lisboa (1971). Al voltant de 1963 es va unir al Cénico de Direito i allí treballa com a actor, ajudant de direcció, dramaturg, traductor i productor. S'exilià a la Brasil el 1973, treballant al teatre amb Izaías Almada.
Ha dirigit deu pel·lícules des de 1976. La seva pel·lícula Cerromaior es va projectar a la secció Un Certain Regard al 34è Festival Internacional de Cinema de Canes.

## Filmografia
- Barronhos (documenetal, 1976)
- A Fuga (1976)
- Cerromaior (1981)
- Sinais de Vida (1984)
- Amor e Dedinhos de Pé (1993)
- Sinais de Fogo (1995)
- Adeus, Pai (1996)
- Camarate (2001)
- A Passagem da Noite (2003)
- A Outra Margem (2007)
- Cinzento e Negro (2015)
- Rosas de Ermera (2017)

## Premis
- El 2003, A Passagem da Noite, protagonitzada per Leonor Seixas, va guanyar el premi a la millor pel·lícula i guió al Festival d'Olympia (Pírgos, Grècia).
- Em 2007 la pel·lícula A Outra Margem (2007) va rebre el Prémio Arco-Íris (2007) de l'Associação ILGA Portugal.[4]
- Per Até Amanhã Camaradas Luís Filipe Rocha va rebre el Premi Autores (2014) al "Millor Argument", a l’àrea de "Cinema" de la Sociedade Portuguesa de Autores (SPA).[5][6]
- El 2017, la pel·lícula Cinzento e Negro va ser nominada a la categoria "Millor pel·lícula" en la 22a edició dels Globos de Ouro, i també van ser nominats per a la mateixa pel·lícula com a Millor actriu protagonista (Joana Bárcia i Mónica Calle) i com a millor actor protagonista (Miguel Borges i Filipe Duarte).[7]
- El 2017, Cinzento e Negro va guanyar en tres categories al Prémios Sophia (2017) de l'Academia Portuguesa de Cinema: Millor actor protagonista (Miguel Borges), Millor banda sonora original (Mário Laginha) i Millor guió original (Luís Filipe Rocha).[8]